# 1963年の国鉄スワローズ
1963年の国鉄スワローズ（1963ねんのこくてつスワローズ）では、1963年の国鉄スワローズの動向をまとめる。
この年の国鉄スワローズは、浜崎真二が1年だけ、監督を務めたシーズンである。

## 概要
前年にサンケイ新聞などを傘下に持つフジサンケイグループと業務提携したことで、資金にゆとりが出来たスワローズは、シーズンオフに巨人から「エンディ」こと宮本敏雄、西鉄から「西鉄黄金時代三羽烏」の一人である豊田泰光をトレードし、打線の強化を計った。こうして始まったシーズンでは期待された打線が活躍したほか、「通算勝利数」で別所毅彦を抜いたエースの金田正一が30勝を上げて5年ぶりの「最多勝投手」を受賞したことでチームは1959年以来の4位へ躍進した。だがオフ中に浜崎監督が突如解任され、元大映エースの林義一が後任になった。これが翌年に起きたチーム内の亀裂に繋がり、金田が移籍することになる。この年は巨人と相性が良く16勝12敗、最下位の広島には18勝10敗とそれぞれ勝ち越したが、2位の中日には8勝18敗2分と苦杯をなめさせられた。このシーズン、東映フライヤーズの本拠地だった神宮球場に隣接する神宮第2球場を建設して移転する意向をしめすが、その後の交渉で神宮球場の使用が認められ、1964年から移転となった。

## チーム成績

### レギュラーシーズン
| 1 | 中 | 丸山完二 |
| 2 | 左 | 高林恒夫 |
| 3 | 右 | 宮本敏雄 |
| 4 | 遊 | 豊田泰光 |
| 5 | 三 | 徳武定祐 |
| 6 | 二 | 土屋正孝 |
| 7 | 一 | 星山晋徳 |
| 8 | 捕 | 根来広光 |
| 9 | 投 | 金田正一 |

| 順位 | 4月終了時 | 4月終了時 | 5月終了時 | 5月終了時 | 6月終了時 | 6月終了時 | 7月終了時 | 7月終了時 | 8月終了時 | 8月終了時 | 9月終了時 | 9月終了時 | 最終成績 | 最終成績 |
| ---- | --------- | --------- | --------- | --------- | --------- | --------- | --------- | --------- | --------- | --------- | --------- | --------- | -------- | -------- |
| 1位  | 巨人      | --        | 巨人      | --        | 巨人      | --        | 巨人      | --        | 巨人      | --        | 巨人      | --        | 巨人     | --       |
| 2位  | 中日      | 1.5       | 中日      | 3.0       | 中日      | 8.5       | 中日      | 10.0      | 中日      | 6.0       | 中日      | 4.0       | 中日     | 2.5      |
| 3位  | 広島      | 5.0       | 広島      | 7.5       | 国鉄      | 14.5      | 国鉄      | 17.0      | 阪神      | 18.0      | 阪神      | 16.5      | 阪神     | 14.5     |
| 4位  | 阪神      | 7.0       | 国鉄      | 8.0       | 阪神      | 15.5      | 大洋      | 20.5      | 大洋      | 21.0      | 大洋      | 19.0      | 国鉄     | 18.0     |
| 5位  | 国鉄      | 7.5       | 阪神      | 11.0      | 広島      | 16.5      | 阪神      | 20.5      | 国鉄      | 22.0      | 国鉄      | 19.5      | 大洋     | 24.0     |
| 6位  | 大洋      | 9.0       | 大洋      | 12.5      | 大洋      | 17.0      | 広島      | 22.0      | 広島      | 26.0      | 広島      | 25.0      | 広島     | 25.0     |

| 順位 | 球団             | 勝 | 敗 | 分 | 勝率 | 差   |
| 1位  | 読売ジャイアンツ | 83 | 55 | 2  | .601 | 優勝 |
| 2位  | 中日ドラゴンズ   | 80 | 57 | 3  | .584 | 2.5  |
| 3位  | 阪神タイガース   | 69 | 70 | 1  | .496 | 14.5 |
| 4位  | 国鉄スワローズ   | 65 | 73 | 2  | .471 | 18.0 |
| 5位  | 大洋ホエールズ   | 59 | 79 | 2  | .428 | 24.0 |
| 6位  | 広島カープ       | 58 | 80 | 2  | .420 | 25.0 |

## オールスターゲーム1963
| ファン投票 | 金田正一 |          |          |
| 監督推薦   | 根来広光 | 豊田泰光 | 徳武定之 |

## できごと
- この年、金田正一投手が別所毅彦の「310勝」を抜いて、「通算勝利数」でトップとなる。
  - 開幕2週目で今シーズン初勝利（297勝）、そして5月8日で別所・ヴィクトル・スタルヒンに続く「300勝」を達成[2]。
  - 6月15日：阪神戦で勝利、タイ記録ににあと1勝と迫った「309勝」。初勝利からここまで13勝1敗のハイピッチ[2]。
  - 6月18日：中日戦、7回に江藤慎一の満塁本塁打などで6点を失い逆転負け[2]。
  - 6月20日：中日戦、金田自ら三塁打を打ってリードするも、またもや江藤慎一に打たれて負け[2]
  - 6月22日：大洋戦、8回2-2になったところで村田元一をリリーフ、その裏国鉄が1点を取ってラッキーな勝利、遂に310勝のタイ記録[2]。
  - 6月23日：大洋戦で6回からリリーフしたが、8回に打たれて負け[2]。
  - 6月27日：中日戦、初回に国鉄が4点追加しリード、ところが新記録目前の9回裏に4点取られて逆転サヨナラ負け。ここまでの4敗は7-9回の終盤にやられたもので、新記録達成に流石の金田も気持ちが高ぶってきた[2]。
  - 6月30日：広島戦、5回に6-4とリードしたところで、渋谷→鈴木とつながれたマウンドへ。7回突風で8分試合が中断するハプニングがあったものの影響はなく、遂に「311勝」の新記録を達成、浜崎真二監督は「娘の難産を見る思い」とコメント。この後は気持ちが収まり7月まで8連勝。なおこの時報道陣から目標を聞かれた金田は、即座に「400勝」と宣言、その400勝は巨人に移籍後の1969年10月10日に中日戦で達成する[2]。

## 表彰選手
| リーグ・リーダー | リーグ・リーダー | リーグ・リーダー | リーグ・リーダー |
| 選手名           | タイトル         | 成績             | 回数             |
| ---------------- | ---------------- | ---------------- | ---------------- |
| 金田正一         | 最多勝利         | 30勝             | 5年ぶり3度目     |
| 金田正一         | 最多奪三振       | 287個            | 3年ぶり9度目     |

| ベストナイン | ベストナイン | ベストナイン |
| 選手名       | ポジション   | 回数         |
| ------------ | ------------ | ------------ |
| 金田正一     | 投手         | 5年ぶり3度目 |